# ミストグラフ
ミストグラフ はデジタル印刷の一種。

## 概要
リトグラフやエッチングなどの版画工房を有する岡村印刷工業が1998年頃から制作・販売している美術作品向けのデジタル印刷の一種。
コンピュータで画像処理したデータを元に、顔料系特殊インクを霧（ミスト）のように吹き付けることで、幅広い諧調を表現する。
版画用紙や和紙のような風合いを持ったオリジナル用紙を開発したり、作品によっては手作業による仕上げを施される。
絵画や写真の複製、ファインアート制作物、小部数向けの広告などに用いられている。